# 斯东县
斯东县，一译实冻县，是柬埔寨磅同省下辖的一个县。
根据1998年人口普查，该县共有94,119人。